# Adnan Menderes
Ali Adnan Ertekin Menderes (n. 1899, Aydın, Imperiul Otoman – d. 17 septembrie 1961, İmralı⁠(d), provincia Bursa, Turcia) a fost un om politic turc, care a îndeplinit funcția de prim-ministru al Turciei (1950-1960), fiind ales în această funcție în urma unor alegeri democratice. El a fost un om politic turc ce a deținut Medalia Independenței care se oferea soldaților turci răniți în Războiul de eliberare al Turciei, desfășurat la sfârșitul primului război mondial.
A fost membru al Partidului Liberal Republican, al Partidului Democrat Republican (partid întemeiat de Mustafa Kemal) și al Partidului Democrat. După lovitura de stat din 27 mai 1960 a fost condamnat la moarte prin spânzurare și executat la 17 septembrie 1961 pentru încălcarea constituției . În anul 1990 Parlamentul Turciei a hotărât reabilitarea lui Adnan Menderes și a celor care au fost condamnați în același proces cu el.

## Anii copilăriei și ai tinereții
S-a născut în provincia Aydin ca fiu al unui moșier, însă ulterior avea să ajungă să obțină un buletin de identitate ce menționa ca localitate orașul Izmir astfel ca la un miting el avea să se adreseze acestora cu formula ,,dragii mei concetățeni”. Acesta își are originea însă în rândul tătarilor crimeeni, bunicul său Hagi Ali Pasa mutându-se din Koniya la Tire. Menderes este fiul lui İbrahim Ethem și al lui Tevfika. Acesta a mai avut o soră, Melike, ce avea să moară în copilărie. Înainte de începerea primului război mondial a jucat fotbal în postul de atacant la echipa Karsiyaka și apoi ca portar la echipa Altay. După absolvire claselor primare, acesta avea să fie înscris la colegiul american din Izmir pe care avea să-l absolve. În timpul primului război mondial a urmat cursurile școlii de ofițeri de rezervă dar nu a putut fi trimis pe front pentru că s-a îmbolnăvit de malarie. A participat însă la războiul de Independență al Turciei și a fost decorat cu o medalie. S-a căsătorit cu Fatma Berin (1905-22 aprilie 1994), o fată din protipendada Izmirului. După ce a fost ales deputat, a absolvit și facultatea de drept din Ankara (1935).

## Viața politică
Aflat la Aydin în anii 30, pentru o scurtă perioadă a încercat să organizeze filiala Partidului Liber Republican. A plecat din acest partid pentru a se înscrie în Partidul republican al Poporului pentru ca în 1931 să devină deputat de Aydin al acestui partid. După moartea lui Ataturk, conducerea partidului este preluată de Inonu care dorea naționalizarea autovehiculelor folosite în agricultură, motiv pentru care Menderes intră în conflict cu acesta. Cea mai dură reacție a lui Menderes a avut loc atunci când aceștia s-au întrevăzut cu prilejul legii împroprietăririi cu pământ. Nefiind de acord cu prevederile legii, Menderes împreună cu alți trei deputați părăsește partidul pentru a pune bazele unui nou partid.

## Partidul Democrat
La 7 aprilie 1945, împreună cu Gelal Bayar, Fuad Koprulu și Refik Koraltan, a pus bazele Partidului Democrat. După alegerile din 1946 au avut loc mari dispute între putere și opoziție, astfel că între partidul democrat aflat în opoziție și partidul de la putere-Partidul Republican al Poporului-se deschideau pe zi ce trecea noi probleme de confruntare. La 12 iulie 1947, președintele republicii Turcia, printr-un comunicat a încercat să creeze o liniște din punct de vedere politic, acest comunicat avea să rămână în istoria Turciei sub numele de COMUNICATUL DE LA 12 IULIE. Ulterior intre președintele statului, İsmet İnönü și președintele partidului Democrat se va încheia o înțelegere în care se preciza că dacă partidul democrat va ajunge la putere nu va cere socoteală pentru greșelile fără delegile comise în această perioadă. Din cauza acestei înțelegeri unii membrii ai partidului Democrat au demisionat și la 19 iulie 1948 au creat Partidul Național.
La alegerile din 1950, Partidul Democrat a obținut 52,7% iar Partidul Republican al Poporului având doar 39,4% din voturi. Ca urmare a acestor rezultate președintele republicii e ales Celal Bayar, iar Menderes devine prim ministru. Această mutare a fost văzută ca o surpriză pentru că foarte multe persoane se așteptau ca în această funcție să fie ales Fuad Koprulu. Noul guvern și a început activitatea la 22 mai. În cadrul acestui cabinet, Koprulu îndeplinind funcția de ministru de externe. În cei 10 ani cât Menderes a fost prim ministru au avut loc schimbări majore atât în politica internă cât și în cea externă. Acum în perioada lui se decide că pe bani să apară figura primului președinte al republicii-Kemal Mustafa Ataturk. Chemarea la rugăciune a început să fie făcută din nou în limba arabă (în primele clipe de existență a republicii Turcia ministerul culturii luase decizia la 18 iulie 1932 ca această chemare la rugăciune-ezan-care se făcea în limba arabă să fie făcută în limba turcă). În 1951 Turcia participa sub egida ONU la războiul din Coreea, aceasta fiind și o manevră politică întrucât Turcia dorea atunci să fie primită în NATO lucru care se și va realiza. În același an la cererea NATO a fost creat și Institutul de Cercetare și Mobilizare de război (era o organizație secretă creată de srviciul de inteligență american, CIA,  și NATO)- care avea ca scop să lupte împotriva regimurilor comuniste.
Între anii 1950 și 1954 Turcia a cunoscut o revigorare economică, acum s-a trecut la o economie liberă de piață permițându/se străinilor să caute și să scoată petrol. A fost dată o lege care să impulsioneze venirea de capital străin. Cu ajutorul creditelor luate acum se dezvoltă agricultura care beneficiază și de tehnicile moderne din acea vreme de mecanizare. Cu ajutorul planului Marshall începe să se dezvolte și industria. În 1954 se înființează și banca Vakif care în prezent este a patra bancă ca mărime din Turcia. Venitul brut crescând în această perioadă cu aproximativ 9 %.
La alegerile din 2 mai 1954 Partidul democrat a obținut o mare victorie obținând 57 la sută din alegeri ceea ce i a permis să conducă fără a mai face alianțe politice. Era o victorie imensă pentru că de 150 de ani de când se încerca modernizarea Turciei un asemenea scor electoral nu mai fusese atins. În urma acestei victorii Partidul Democrat a obtinut 502 deputați, Partidul creat de ataturk cu 35,9 la sută din voturi având doar 31 de deputați, Partidul Republica Național a avut 4% ceea ce i-a permis să aibă 5 deputați iar independenții au câștigat 3 locuri în parlament.
Din 1955 economia începe să meargă tot mai prost: datoria externă a început să crească, balanța de plăți mergea tot mai rău, valuta care intra în țară nu era suficientă. Din toate aceste motive au început să apară probleme în țară. Tot în această perioadă, la 29 august 1955 în Londra, încep discuțiile în trei între Marea Britanie, Grecia, și Turcia legate de posesia asupra insulei Cipru care în acel moment se afla în posesia Regatului Unit și care acum dorea să se retragă din insulă. În primul tur al întâlnirilor nu s-a luat nici o hotărâre. Între timp începând cu 1 aprilie 1955 grecii au format o organizație numită EOKA și care a trecut la acțiune incendiind satele turcești din Cipru. Pentru a putea să se apere turcii au format și ei mici organizații pentru a se apăra de aceste atacuri. La 27 iulie 1957 la ordinulu lui Adnan Menderes și al ministerului de externe, Fatih Rustu Zorlu dar și sub conducerea generalului Danis karabelen și a altor personalități a fost constituită la LEFKOSA, ORGANIZAȚIA DE REZISTENȚĂ A TURCILOR.

## Evenimentele din 6-7 septembrie
În timp ce la Londra începuse al doilea tur al discuțiilor privind insula Cipru, la 6 iulie 1955 gazetele din Istanbul scriau că asupra casei din Selanik în care a locuit Ataturk s-ar fi aruncat o bombă fapt ce i-a determinat pe turci să îi atace pe minoritarii greci din Istanbul. Au fost atacate astfel 73 de biserici ortodoxe, o sinagogă, 2 mănăstiri, 4340 de prăvălii, 110 hoteluri și restaurante, 21 de fabrici, fiind ucis și un preot ortodox grec. Din cauza acestor evenimente care s-au petrecut în noaptea de 6 spre 7 iulie a fost nevoie ca parlamentul turc să se întâlnească într-o ședință extraordinară.
Pe 15 octombrie 1955 are loc congresul Partidului Democrat și din nou Menderes este ales președinte.

## Accidentul de avion
La 17 februarie 1959 aflându-se în drum spre Londra unde urma să semneze cu Grecia o înțelegere cu privire la insula Cipru, înțelegere la care Marea Britanie avea rol de mediator, în apropierea aeroportului Gatwick, în timp ce se pregătea de aterizare, avionul în care se afla Menderes avea să se prăbușească fără ca premierul turc să pățească ceva grav, el reușind să scape din acest accident.
În 1959 este semnată și înțelegerea care a dus la formarea Republicii Cipru.

## Evenimentele din 27 mai 1960
Spre dimineața orei de 5 a zilei de 27 mai, colonelul Alparslan Turkes anunță la radio că în urma unei lovituri de stat, puterea  a fost preluată de armată. În acel moment Menderes se afla la Kutahya unde a fost reținut de către Muhsin Batur și dus la Ankara. Ulterior împreună cu alte persoane membre ala Partidului Democrat, Menderes este închis pe Yassiada. Acum avea să se creeze un Comitet de Uniune Națională sub conducerea lui Cemal Gursel. Mendres este judecat și în cele din urmă este condamnat la moarte.